# Anthony Kimmins
Anthony Kimmins (né le 10 novembre 1901 à Harrow on the Hill, dans la banlieue nord-ouest de Londres, et mort le 19 mai 1964 à Hurstpierpoint, dans le Mid Sussex) est un réalisateur, scénariste, acteur et producteur de cinéma anglais.

## Biographie
Dans les années 1930, il fait tourner plusieurs fois le populaire chanteur-acteur-joueur de ukulélé George Formby

## Filmographie partielle

### Réalisation
- 1934 : Bypass to Happiness (en)
- 1934 : The Diplomatic Lover (en)
- 1935 : Once in a New Moon (en)
- 1935 : His Majesty and Company (en)
- 1936 : All at Sea
- 1937 : Keep Fit (en)
- 1938 : Comme sur des roulettes (en) (I See Ice)
- 1938 : It's in the Air (en)
- 1939 : Trouble Brewing (en)
- 1939 : Come On George! (en)
- 1947 : Mon propre bourreau (My Own Executioner)
- 1948 : La Grande Révolte (Bonnie Prince Charlie)
- 1951 : Flesh and Blood (en)
- 1951 : L'assassin court toujours (en) (Mr Denning Drives North)
- 1952 : Who Goes There! (en)
- 1954 : Capitaine Paradis (The Captain's Paradise)
- 1954 : Aunt Clara (en)
- 1956 : Perdu dans la brousse (en) (Smiley)
- 1958 : Smiley Gets a Gun (en)
- 1962 : The Amorous Prawn (en)